# NGC 1992
NGC 1992 è una vasta e lontana galassia lenticolare situata nella costellazione della Colomba, a una distanza di circa 513 milioni di anni luce dalla nostra Via Lattea.

## Scoperta
La galassia è stata scoperta il 19 novembre 1835 dall'astronomo britannico John Herschel.